# Psychotria cuprea
Psychotria cuprea là một loài thực vật có hoa trong họ Thiến thảo. Loài này được Ridl. miêu tả khoa học đầu tiên năm 1917.